# Ligamentum longitudinale anterius
Das Ligamentum longitudinale anterius („vorderes Längsband“), bei Tieren als Ligamentum longitudinale ventrale („bauchseitiges Längsband“) bezeichnet, ist ein längs verlaufendes Band der Wirbelsäule. Es besteht aus straffem kollagenen Bindegewebe und verbindet die einzelnen Wirbelkörper an deren Vorder-, bei Tieren entsprechend an deren Unterseite miteinander. Es überspringt dabei die Bandscheiben und die Randleisten der Wirbelkörper und stabilisiert dadurch die Wirbelsäule. Bei Tieren ist es nicht über die gesamte Wirbelsäule ausgebildet, sondern beginnt am achten Brustwirbel und reicht bis zum Kreuzbein. 
Das Ligamentum longitudinale anterius zählt neben dem Ligamentum longitudinale posterius, Ligamentum supraspinale und Ligamentum nuchae zu den langen Wirbelsäulenbändern. Nach einer anderen Einteilung gehört es mit dem Ligamentum longitudinale posterius zu den Wirbelkörperbändern, die den übrigen, den sogenannten Wirbelbogenbändern gegenübergestellt werden.
Eine Blutung in das Ligamentum longitudinale anterius (Simonsche Blutung) im Bereich der Lendenwirbelsäule ist ein typisches Zeichen für den Tod durch Erhängen.